# Пуэрто-де-Мехильонес
Пуэ́рто-де-Мехильо́нес (исп. Provincia de Puerto de Mejillones, кечуа  Puerto de Mejillones pruwinsya, айм. Puerto de Mejillones jisk'a suyu) — одна из 16 провинций боливийского департамента Оруро. Площадь составляет 785 км². Население по данным на 2001 год — 1130 человек; плотность населения — 1,44 чел/км². Административный центр — город Ла-Ривера.

## История
Провинция была образована 21 февраля 1989 года.

## География
Расположена в юго-западной части департамента. Протяжённость провинции с севера на юг составляет 45 км, с запада на восток — 35 км. Граничит с провинцией Атауальпа (на севере, западе и востоке) и с Чили (на юго-западе).

## Население
Основные языки населения провинции: аймара (на нём говорят около 67 % населения), и испанский (им владеет 97 % населения провинции). Католики составляют 74 %, протестанты — 18 %. По данным переписи 1992 года население составляло 751 человек. 83,8 % населения заняты в сельском хозяйстве.

## Административное деление
В административном отношении провинция подразделяется на 3 муниципалитета:
- Ла-Ривера
- Тодос-Сантос
- Карангас